# Compagnie du tramway de Saint-Sébastien
 (novembre 2012).
Si vous disposez d'ouvrages ou d'articles de référence ou si vous connaissez des sites web de qualité traitant du thème abordé ici, merci de compléter l'article en donnant les références utiles à sa vérifiabilité et en les liant à la section « Notes et références ».
La Compagnie du Tramway de Saint-Sébastien (en basque : Donostiako Tranbia Konpainia ; en espagnol : Compañía del Tranvía de San Sebastián) (CTSS) est une entreprise de transports en commun de la ville de Saint-Sébastien, au pays basque espagnol. Fondée en 1886 pour exploiter l'ancien tramway de Saint-Sébastien, la compagnie est aujourd'hui une régie municipale chargée de l'exploitation d'autobus de l'agglomération, sous le nom commercial Dbus.

## Histoire

### Première ligne et Tranvia à cheval

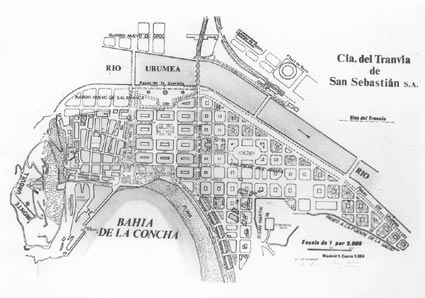
Plan des premières lignes de la Compagnie du Tramway vers 1887

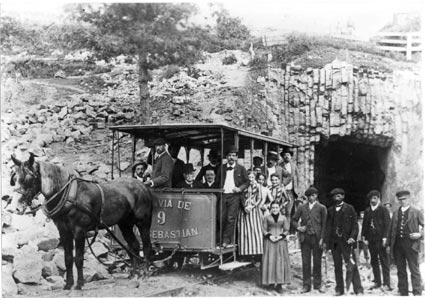
Image du tunnel de Herrera et un tramway à cheval en 1888

La CTSS a été fondée le 28 août 1886 à Saint-Sébastien, bien que sa première ligne régulière de tramway à cheval n'ait été inaugurée qu'une année plus tard. Le 18 juillet 1887 on a mis en marche cette première ligne, qui unissait La Concha, le Boulevard et les garages, situés sur la promenade d'Ategorrieta. La création des premières lignes de tramway a favorisé le processus de développement de la ville (qui comptait alors 26 856 habitants) à un moment où celle-ci s'étendait vers le sud grâce à des extensions qui ont pu se réaliser avec la démolition des fortifications en 1864. L'existence d'un moyen de transport raccourcissant les distances s'avérait indispensable.
Le 21 avril 1888 on a inauguré la première extension de la seule ligne existante, en construisant une petite voie qui la menait jusqu'à la gare du Nord. Quelques mois plus tard, le 13 juin 1888, la ligne Concha-Cocheras s'étendait par les deux extrémités, atteignant le quartier de Venta Berri par l'ouest et le village de Errenteria par l'est.

### Première grande innovation: le tramway électrique
L'accroissement du nombre d'usagers de ce service a posé le problème de la nécessité de remplacer la traction animale des tramways à cheval par des systèmes plus rapides et puissants. Après avoir écarté l'utilisation de la locomotive à vapeur à cause du bruit et de la saleté qu'il produirait, on a opté pour un système révolutionnaire pour l'époque : la traction électrique.

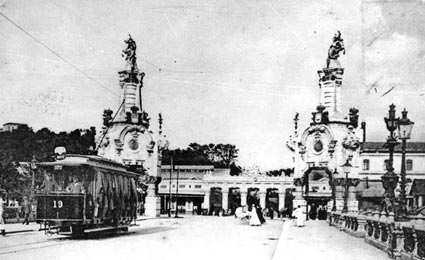
Tramway électrique de la CTSS sur le pont María Cristina, avec la gare du Nord au fond

La première phase d'implantation du tramway électrique a été terminé le 22 août 1897, quand ont commencé à circuler les premiers tramways électriques entre Rentería et Ategorrieta. L'électrification totale du système a été complétée le 22 octobre de la même année. Saint-Sébastien se transformait, de cette manière, en seconde ville d'Espagne à disposer de tramways électriques (après Bilbao, dont la première ligne est entrée en service dans les années 1896) et la première à avoir électrifié tous ses services.

### Nouvelles lignes
Au début du XXe siècle, la Compagnie de tramways de Saint-Sébastien a entamé un processus d'expansion vers les zones de la ville dont les services ne couvraient pas encore, en obtenant les concessions pertinentes de la mairie pour l'exploitation du transport urbain (face à la concurrence posée par la Compagnie de tramway d'Hernani. Fruit de cette expansion, on a créé trois nouvelles lignes :
- Ligne d'Aimara (Urbain) : depuis le Boulevard jusqu'à la gare d'Amara. Inaugurée le 3 novembre 1903.
- Ligne d'Igeldo : depuis le Boulevard jusqu'à la gare inférieure du funiculaire. Inaugurée le 5 septembre 1912.
- Ligne de Gros : depuis le Boulevard jusqu'à Segundo Ispizua. Inaugurée le 15 juillet 1915.

Avec ce processus d'expansion, la ligne originale Venta Berri-Rentería a été divisé en deux, de sorte que le Boulevard se soit transformée en tête de toutes les deux et, de cette façon, en véritable centre névralgique des transports urbains de la ville, caractéristique conservée aujourd'hui encore.

### Apparition des trolleybus
Les lignes et les systèmes de la CTSS sont restés sans grande variation jusqu'à ce que le 18 juillet 1948 on ait incorporé un nouveau système de transport aux rues de la ville, et qui a remplacé les vieux tramways qui étaient en service dans les lignes de Venta Berri et Igeldo : les trolleybus électriques. Les tramways donostiarras (gentilé de Saint-Sébastien), et tout comme le reste de l'Espagne et d'autres pays occidentaux, n'avaient pas joui de modernisations significatives depuis qu'ils étaient en service au XIXe siècle, ce qui, à la suite des conséquences de l'après-guerre a influencé une diminution de la qualité et la quantité des services. Au lieu d'opter pour une modernisation du système (mesure pour laquelle en effet on a opté dans les pays d'Europe centrale), on a procédé à une substitution des tramways anciens par des trolleybus. À cette époque ils étaient clairement supérieurs aux autobus diesel (plus puissants, plus rapides, de meilleure accessibilité et plus souples) et, bien qu'étant un facteur pris en considération en son temps, ils n'évitaient pas les émissions polluantes.
Les premières lignes qui ont incorporé les nouveaux trolleybus ont été celles de Venta Berri et Igeldo. Le processus de substitution a continué, en ordre chronologique, avec celle d'Amara (26 juin 1949), avec celle de Gros (25 septembre 1950) et avec celle d'Errenteria (12 janvier 1953)
Les tramways n'ont pas disparu des rues de Saint-Sébastien jusqu'au 11 juillet 1958, date à laquelle a disparu le service de tramways entre les stations Ategorrieta et de Herrera (dans un parcours propre qui, comme le chemin de fer, avait un tunnel). Précédemment, le 18 juillet 1948, la ligne qui reliait la gare du Nord a été remplacée par les premiers autobus diesel et a été prolongée jusqu'au quartier d'Egia.
Pendant les années 1950, le réseau de transports de Saint-Sébastien a réalisé quelques améliorations, comme l'extension progressive de la ligne d'Amara au fur et à mesure que ce quartier se développait vers le sud de la ville. Ainsi, cette ligne, qui en principe finissait à Amara Viejo (la zone la plus proche du Centre), elle a été prolongée, le 15 juin 1959, à la place du Centenaire. Le 26 mai elle a atteint la place Pie XII et le 25 juillet 1961, la ligne s'est étendue, finalement, jusqu'à Anoeta.

### Moyen de transport définitif: les Autobus
Dans les années 1960, les trolleybus ont commencé à être remplacés par les autobus. Ceci a supposé un pas en arrière en termes environnementaux, à une époque où ceux-ci n'étaient pas pris en considération au moment d'exploiter le service du transport public.
Malgré l'introduction des autobus conventionnels, les trolleybus ont continué à fonctionner pendant plusieurs années. De fait, dans cette étape, quand on a introduit les trolleybus à deux étages, acquis d'occasion à London Transport Executive, qui se sont transformés en véhicules les plus emblématiques de la CTSS.
Le 21 mars 1960 on a inauguré le prolongement de la ligne d'Amara à la Cité Sanitaire (Ciudad Sanitaria). De cette manière, cette ligne a atteint la longueur qui, aujourd'hui encore maintient (à l'exception des services qui atteignent le Parc Technologique de Miramon'. On lui a attribué le numéro de ligne 12, et on a assigné, postérieurement, le nombre 28 qui est encore conservé aujourd'hui. Il a été élevé à la catégorie de "mythe" avec la chanson El 28 du groupe musical donostiarra La Oreja De Van Gogh (l'oreille de Van Gogh). Des années plus tard, le 19 septembre 1966, on a prolongé la ligne d'Alza.
Les trolleybus ont commencé à être définitivement remplacés par les autobus le 31 décembre 1968, avec l'implantation de ce nouveau moyen de transport dans les lignes Igeldo et de Venta Berri. Ils ont rendu leur dernier service le 19 décembre 1973 sur la ligne de Errenteria (ils avaient déjà disparu des lignes de Gros et d'Amara le 7 mars et le 14 juin 1971, respectivement).

## Lignes

### Zone ouest
- 05 Benta Berri: Benta Berri - Zuatzu* / Boulevard
- 16 Igeldo: Igeldo / Pío Baroja - Boulevard
- 18 Seminario: Seminario - Pío Baroja / Boulevard
- 25 Benta Berri-Añorga: Antiguo - Añorga - Belartza* / Boulevard

### Zone centre
- 19 Ayete: Ayete - Bera Bera / Urbieta
- 21 Mutualidades-Anoeta: Amara - Mutualidades - Anoeta / Boulevard
- 23 Errondo: San Bartolomé / Bera Bera - Ayete
- 26 Amara-Riberas-Martutene: Amara - Riberas de Loiola - Martutene - Polígono 27* / Boulevard
- 28 Amara-Hospitales: Amara - C. Sanitaria - Miramón / Boulevard
- 32 Puio-Errondo: Puio - Errondo / San Bartolomé

### Zone est
- 08 Gros-Intxaurrondo: Gros - Intxaurrondo / Boulevard
- 09 Eguía - Intxaurrondo Sur: Eguía - Intxaurrondo Sur / Boulevard
- 13 Alza: Alza / Boulevard
- 14 Bidebieta: Bidebieta / Plaza Gipuzkoa
- 29 Intxaurrondo Sur: Intxaurrondo Sur / Boulevard

### Interzones
- 17 Gros / Amara
- 24 Alza - Gros - Antiguo / Antiguo - Gros - Altza
- 27 Alza - Intxaurrondo - Antiguo / Antiguo - Amara - Altza
- 31 Gros - Ayete - Hospitales
- 33 Larratxo (Intxaurrondo) - Antiguo - Berio - Igara*
- 35 Arriola - Antiguo - Hospitales
- 40 Gros - Antiguo - Igara
- 41 Loiola - Eguía - Gros

### Microbus et Taxibus
- 36 Matía - San Roque - Aldakonea
- 37 Rodil - Zorroaga
- 38 Trintxerpe - Alza - Molinao
- 39 Urgull (sólo julio y agosto)
- TB6 Ulía

### Spéciales
- UN Larratxo-Universidades
- FT Futbol (Anoeta)
- BK Basket (Ilunbe)
- Anoeta - Igara

De plus on trouve les services suivants pour les parcours spéciaux: (lignes de test, événements publics dans les rues, etc.)
- 07 Amara - Anoeta / Boulevard (Línea 28 cuando llega solamente hasta Anoeta)
- 22 Antiguo / Pío XII (Services Universitaires)

### Services nocturnes
1. B1| Buho Bentaberri - Berio - AÑorga
2. B2| Buho aiete berabera
3. B3| Buho Egia-Intxaurrondo
4. B4| Buho Amara - riberas - Martutene
5. B6| Buho Altza
6. B7| Buho IGELDO
7. B8| BUHO Miraconcha - bentaberri - seminario
8. B9| Buho Amara errondo puio
9. B10| Buho zubiaurre bidebieta buenavista

## Source de la traduction
- (es) Cet article est partiellement ou en totalité issu de l’article de Wikipédia en espagnol intitulé « Compañía del Tranvía de San Sebastián » (voir la liste des auteurs).